# Cemitério medieval das Barreiras
O Cemitério medieval das Barreiras, situado no lugar das Barreiras, na antiga Freguesia de Fão, no Município de Esposende, é um dos exemplares mais importantes do conjunto de cemitérios pertencentes à Idade Média europeia. Escavado desde 1989, revelam-se uma série de sepulturas feitas com pedras avulsas, com tampa. Pelo tamanho das sepulturas e pelos restos de ossos analisados pode-se identificar a idade, sexo e o estado de saúde das pessoas que ali foram enterradas.
De uma cronologia que remonta ao séc. XI à entrada da Peste Negra em Portugal (Século XIV), foram exumados cerca de quase duas centenas de ossadas. Com o advento de modificações climatéricas ocorridas nesse período o cemitério das Barreiras foi coberto pelas dunas e as gentes que por ali habitaram foram deslocadas mais para o interior e para a margem norte do rio Cávado.
As sepulturas apresentam-se orientadas à regra mediévica: cabeça para ocidente e pés para oriente. Muitas vezes as sepulturas eram reaproveitadas, vendo-se em algumas 4 enterramentos. Os sepultamentos eram feitos sem caixão e o corpo deveria estar envolto numa mortalha, em posição decúbito supino. Algumas sepulturas apresentam-se em forma antropomorfa e existem algumas, não raras, imobilizações para a cabeça do defunto, usando pedras ou até mesmo telhas para tal.
Posteriormente ao depósito do morto no interior da sepultura, esta era cheia com terra e depois colocada a tampa e novamente coberta com terra. À cabeceira, ficaria uma pedra mais elevada, a servir de estela ou indicação da localização do sepultamento. Foram encontradas algumas moedas da primeira dinastia (Dinastia de Borgonha ou Afonsina), escórias de ferro e muita cerâmica da época.